# ایرینا درامبیان
ایرینا روبنی درامبیان (ارمنی: Իրինա Ռուբենի Դրամբյան؛ زادهٔ ۲۴ اوت ۱۹۳۹) نقاش و تاریخ‌نگار هنر اهل ارمنستان است.

## زندگی‌نامه
وی در ۲۴ اوت ۱۹۳۹ در ایروان به دنیا آمد و از دانشگاه دولتی مسکو فارغ‌التحصیل گشت. وی دختر روبن درامبیان می‌باشد. وی در انستیتو هنری فعالیت کرده است. وی عضو اتحادیه هنرمندان ارمنستان می‌باشد. وی برنده جوایزی همچون چهره هنری شایسته جمهوری ارمنستان () شد. 